# 李飞 (1919年)
李飞（1919年2月—2014年6月12日），曾用名李相三、李松明，男，山东梁山人，中华人民共和国政治人物，曾任中国人民银行副行长、党组副书记。